# Struthiopteris lineata
Struthiopteris lineata là một loài thực vật có mạch trong họ Blechnaceae. Loài này được (Sw.) Broadh. miêu tả khoa học đầu tiên năm 1912.